# Tremellostereum dichroum
Tremellostereum dichroum är en svampart som först beskrevs av Lloyd, och fick sitt nu gällande namn av Leif Ryvarden 1986. Tremellostereum dichroum ingår i släktet Tremellostereum och familjen Sebacinaceae.   Inga underarter finns listade i Catalogue of Life.